# Matt Heafy
Matthew Kiichi "Matt" Heafy  (Ivakuni, Jamagucsi prefektúra, Japán, 1986. január 26. –) a Trivium metalcore zenekar énekese és gitárosa. Miután egy floridai főiskolás bulin az együttes tagjai rávették, hogy énekelje el a The Offspringtől a "Self Esteem" című dalt, úgy döntött, hogy csatlakozik a Triviumhoz.

## Történet
Nem sokkal azután csatlakozott a Triviumhoz, hogy az előző énekes kilépett a bandából. Belépése után komoly felelősségtudattal vette át az énekesi posztot, és komolyan részt vesz a dalok írásában is. Ő írta a banda Ember To Inferno, és az Ascendancy lemezének a dalszövegeinek a nagy részét. A The Crusade album megírásánál minden tag ugyanolyan mértékben vett rész a munkában.
Fiatal kora ellenére Matt hihetetlen sikereket ért el. A Triviumnak egyre több követője van Észak-Amerikában és az Egyesült Királyságban, jelenleg pedig ugyanezt szeretnék elérni Európa többi részén is.
Matt kedvenc zenekarai a következők:
- Queen
- Iron Maiden
- Metallica
- Megadeth
- X Japan
- Loudness
- Gackt

A Guitar World magazinban egy interjúban a Megadeth: Rust in Peace albumát nevezte meg kedvenceként.
Sikereit természetesen nem könnyen érte el. 12 éves korától minden nap több órán át gyakorol és tanul gitározni, beleértve napjainkat is. 11 éves korában kezdett el a zenével foglalkozni, de nem látott benne inspirációt, egészen amíg meg nem ismerte a The Ramonest. A Triviumba 12 évesen csatlakozott.
Matt édesapja, Brian Heafy egy Justin Arcangel nevű zenekar menedzsereként dolgozik. Matt édesanyja, Yoshiko Heafy japán.
A Metal Hammer Golden God Awards 2006-on Matt megnyerte a Golden God Award-ot.

## Roadrunner United
2005-ben a Roadrunner Records 25 éves fennállásának alkalmából létrehozott a kiadó legjobb zenészeiből összeálló zenekart, amely a The All-Star Sessions címmel felvett egy albumot. A lemez négy fő producere között Matt Heafy is jelen volt.

## Felszerelés
- Epiphone Matt Kiichi Heafy LP Custom 7 (2013-ban kiadott limitált példányszámú Epiphone custom shop signature gitár)
- Epiphone Matt Kiichi Heafy LP Custom 6 (2013-ban kiadott limitált példányszámú Epiphone custom shop signature gitár)
- Gibson Explorer 7 húros
- Gibson Les Paul Custom (ebony) 
  - A hangszedőket kicserélte EMG 81-re a hídnál és EMG 89-re a nyaknál
- Gibson Les Paul Supreme (Alpine White) 
  - A hangszedőket kicserélte EMG 81-re a hídnál és EMG 89-re a nyaknál
- Dean Guitars Rust Razorback
- Dean Guitars Dime-O-Flame
- Dean Guitars Custom White Razorback
- Dean Guitars Exotica Acoustic 
  - Mindegyik Dean gitárjában Jazz Pickup van a nyaknál és Dimebucker a hídnál
- Marshall JCM2000 DSL 50 Fej
- Marshall JCM900BV Láda
- BOSS NS-2 Noise Gate
- Maxon OD Pedal
- Korg Hangoló
- Digitech FX
- Dunlop Jazz III Pengető
- InTune Guitar Pengető 1.0 mm GrippX (Blue)
- DR Húrok, Dimebag Signature 9-50

## További információ
- Hivatalos oldal
- Matt Heafy a Facebookon
- Matt Heafy az Internet Movie Database-ben (angolul)